# 商桥镇
商桥镇，是中华人民共和国河南省漯河市郾城区下辖的一个乡镇级行政单位。

## 行政区划
商桥镇下辖以下地区：
商南村、胡湾村、王湾村、商东村、商西村、靳庄村、大闫村、沟张村、靳勒桥村、党湾村、李纪岗村、坡边村、郭栗庄村、大杨村、大张湾村、刘孟村、小杨村、前甄村、后甄村、胡庄村和申明铺村。

## 交通
- 京广铁路：小商桥站